# Miss T Brasil
Miss T Brasil é um concurso de beleza voltado para travestis e transgêneros. O concurso tem como objetivo eleger a mais bela travesti ou trans-mulher do país, levando visibilidade positiva à população de travestis e transexuais.  O certame foi criado e realizado pela empresária Majorie Marchi até 2016, devido ao seu falecimento,  novos organizadores assumiram a coordenação. A vencedora representa seu País no Miss International Queen, maior concurso de beleza voltado para o mundo LGBT atual. 

## Mensagem
Ao divulgar o concurso de 2015, a então organizadora Majorie Marchi declarou:
| “ | Este é o Miss T Brasil, um projeto para visibilidade positiva, elevação da auto estima coletiva, reflexão e empoderamento das travestis e mulheres transexuais, capaz de transformar meninas simples e desacreditadas em referências internacionais. | ” |

## Vencedoras
Todas as candidatas eleitas no concurso:
| Ano  | Estado           | Vencedora         | Cidade natal | Local do evento        | Ref.  |
| ---- | ---------------- | ----------------- | ------------ | ---------------------- | ----- |
| 2012 | Distrito Federal | Marcela Ohio      | Andradina    | Teatro João Caetano    | [ 4 ] |
| 2013 | São Paulo        | Raika Ferraz      | Araras       | Teatro João Caetano    | [ 5 ] |
| 2014 | Minas Gerais     | Valesca Ferraz    | Betim        | Casa das Beiras        | [ 6 ] |
| 2015 | Rio de Janeiro   | Náthalie Oliveira | Bom Jardim   | Casa das Beiras        | [ 7 ] |
| 2017 | Minas Gerais     | Izabele Coimbra   | Divinópolis  | Teatro Santo Agostinho | [ 8 ] |

## Títulos

### Por Estado
| Quantidade | País             | Vitórias   |
| ---------- | ---------------- | ---------- |
| 2          | Minas Gerais     | 2014, 2017 |
| 1          | Rio de Janeiro   | 2015       |
| 1          | São Paulo        | 2013       |
| 1          | Distrito Federal | 2012       |

### Por Região
| Quantidade | Continente   | Última vitória          |
| ---------- | ------------ | ----------------------- |
| 4          | Sudeste      | Minas Gerais (2017)     |
| 1          | Centro-Oeste | Distrito Federal (2012) |
| 0          | Norte        |                         |
| 0          | Nordeste     |                         |
| 0          | Sul          |                         |